# Daniel Dutil
Pour les articles homonymes, voir Dutil.
Daniel Dutil, né le 23 avril 1951 à Lac-Saguay (Québec, Canada) et mort le 21 octobre 2022 à Saguenay (Québec, Canada), est un sculpteur et photographe québécois. L’artiste saguenéen a créé une quarantaine d’œuvres publiques au Québec pendant ses quarante-cinq ans de carrière.

## Biographie professionnelle
Après des études en enseignement des arts plastiques (1974-1977), Daniel Dutil entreprend une carrière comme enseignant en arts au Cégep de Chicoutimi et à l’Université du Québec à Chicoutimi. Il complète une maîtrise en arts plastiques à l’Université du Québec à Chicoutimi (1991-1994) dont le sujet est L'in situ trans-site, selon une perspective de l'interactionnisme symbolique. Cette recherche l'amène à considérer la lumière en tant que matière flexible en interaction avec l’environnement. Il applique cette approche en créant des œuvres publiques intégrées à la fois au lieu géographique et aux acteurs sociaux qui l’habite. Comme il l’exprime dans une entrevue :« Pour moi, la lumière c'est comme un matériau. J'ai toujours travaillé sur le métal pour lui donner une réflexion, et j'ai conservé ça dans pratiquement toutes mes œuvres. » Il privilégie l’aluminium pour ses qualités réflexives dans la plupart de ses réalisations en sculpture. Son travail s'inscrit dans la mouvance de l'art environnemental et de l'in situ cherchant à entrer en osmose avec le lieu d'accueil, la matière-lumière, les matériaux utilisés et l'observateur. Les sculptures de Daniel Dutil témoignent du mouvement et de l’évolution constante de ce qui nous entoure. Le sculpteur construit ainsi des repères que les passants s’approprient pour nourrir leur propre réalité. Pour lui, l'art est utile,,.

## Expositions individuelles
Les œuvres exposées en salle d'exposition se présentent comme des installations environnementales utilisant des photographies, projections de photographies et de vidéos accompagnées de trames sonores et d'éléments sculpturaux. Souvent immersives, les visiteurs doivent parcourir l'œuvre pour en saisir le sens.
- Barrières, 1980, Espace Virtuel, secteur Chicoutimi Ville Saguenay
- Traverse CN, Centre national d'exposition, 1982, secteur Jonquière Ville Saguenay
- Dérive, la traversée 10° plus à l'est, 1984, Langage Plus, Alma
- RESsources aire de réflexion, 1988, Espace Virtuel, secteur Chicoutimi Ville Saguenay
- Le Vide Vague de la Vie : aire de transit, 1992, Horace, Sherbrooke
- Aire de transit HN2 / HN3, 1992, Galerie d’Art de Matane, Matane
- Aire de trans-site S76 / S74, 1994, Séquence, secteur Chicoutimi Ville Saguenay
- Aire reflex, trans-site M201 / M209, 1996, Dazibao Montréal
- Remind/Re-wind Réflexion sur Pierre, 2002, Musée de la Pulperie, secteur Chicoutimi Ville Saguenay
- Aire de trans-site S34 / S36, 2019, Exposition rétrospective, Centre national d'exposition, secteur Jonquière Ville Saguenay

## Œuvres publiques

### Réalisation dans le cadre d'un appel d'offres d'une organisation

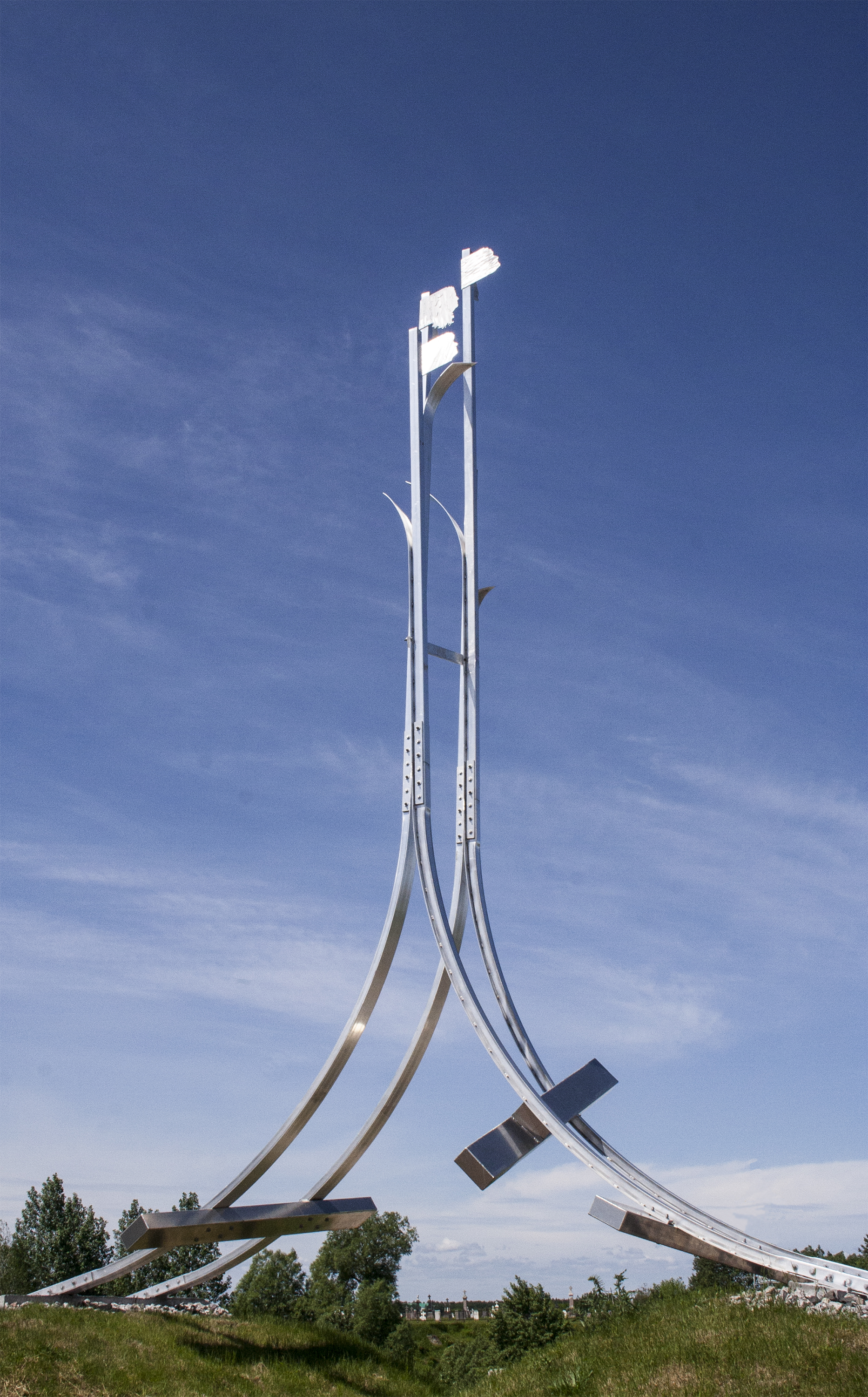
Le mât de mai,
Hébertville-Station

Lors du 40e anniversaire de la Plantation du mai de la municipalité d’Hébertville-Station en 2010, le collectif d’artistes Interaction Qui (art social) dans le cadre de la Grande Marche des Tacons Sites a invité l'artiste Daniel Dutil à créer un mât de mai aux couleurs de cette municipalité. Le mât de mai installé sur la place publique est un marqueur identitaire et rassembleur comme le décrit le sculpteur Daniel Dutil: « L’œuvre souligne le renouvellement de la communauté et son changement de perspectives. L’ensemble s’inspire d’un élément important du développement d’Héberville-Station, le chemin de fer. De plus, elle souligne le passage des flammes et la vocation agricole du milieu. Les formes cintrées en aluminium s’élevant vers le haut représentent le dynamisme des fondateurs et des générations suivantes. »,.
- La mémoire de Gaston, 2010, sculpture extérieure et aménagement environnemental, Hébertville-Station (Aluminium, 10m x 10m x 5m).
Localisation:48° 26′ 34″ N, 71° 39′ 57″ O, 839 Rue St Wilbrod, Hébertville-Station, Qc G0W 1T0

La mémoire de Gaston
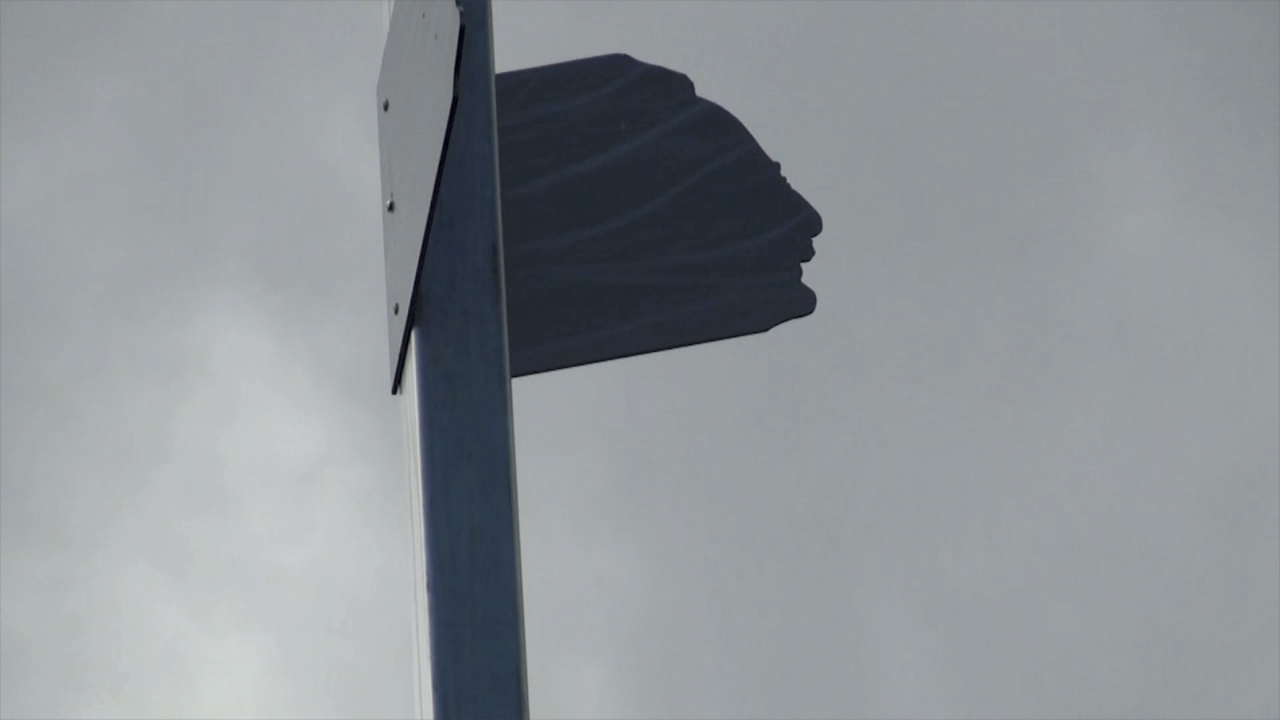
Profil de Gaston Simard
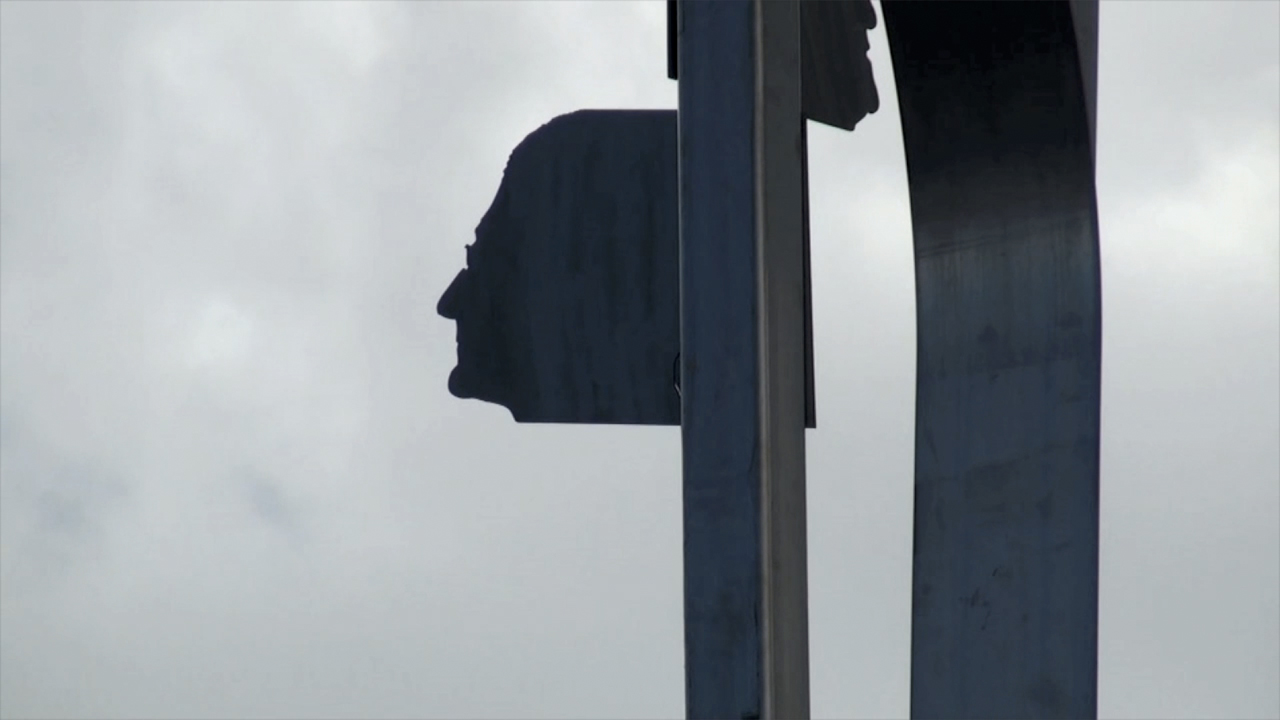
Profil de Rosa Tremblay

- Le vent tourne sous le regard de Julien, 2006, sculpture extérieure et aménagement environnemental, carrefour giratoire Ste-Thérèse, arrondissement Jonquière, Ville Saguenay (Aluminium et acier galvanisé 9 x 4,5 x 4,5 m).
Localisation:48° 25′ 58″ N, 71° 10′ 47″ O, carrefour giratoire d'Arvida, Ville Saguenay, Qc, Canada

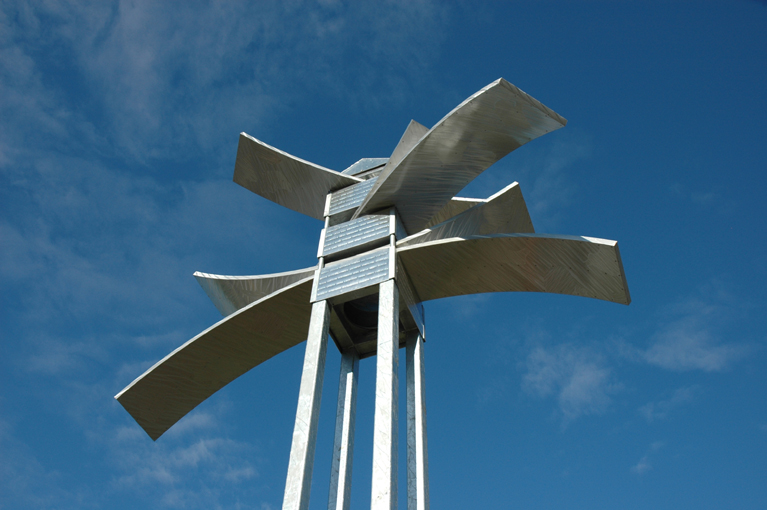
Le vent tourne sous le regard de Julien

Daniel Dutil décrit sa sculpture comme suit: « J’ai utilisé le mouvement qui caractérise ce carrefour pour donner à l'œuvre une vision dynamique. Peu importe d’où l’on arrive et où l’on va, à pied, en vélo ou en auto, on la voit de loin et aisément. J’ai intégré les arbres et l’architecture spécifique qui caractérisent l’endroit à travers les courbes. On peut même y voir une maison dans les arbres. Je suis heureux d’avoir contribué à une pièce située dans un lieu aussi accessible. »,,,

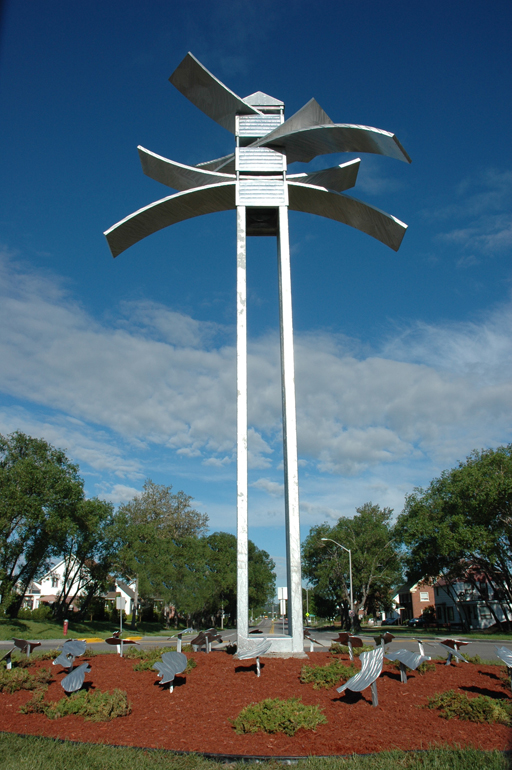
Carefour giratoire d'Arvida

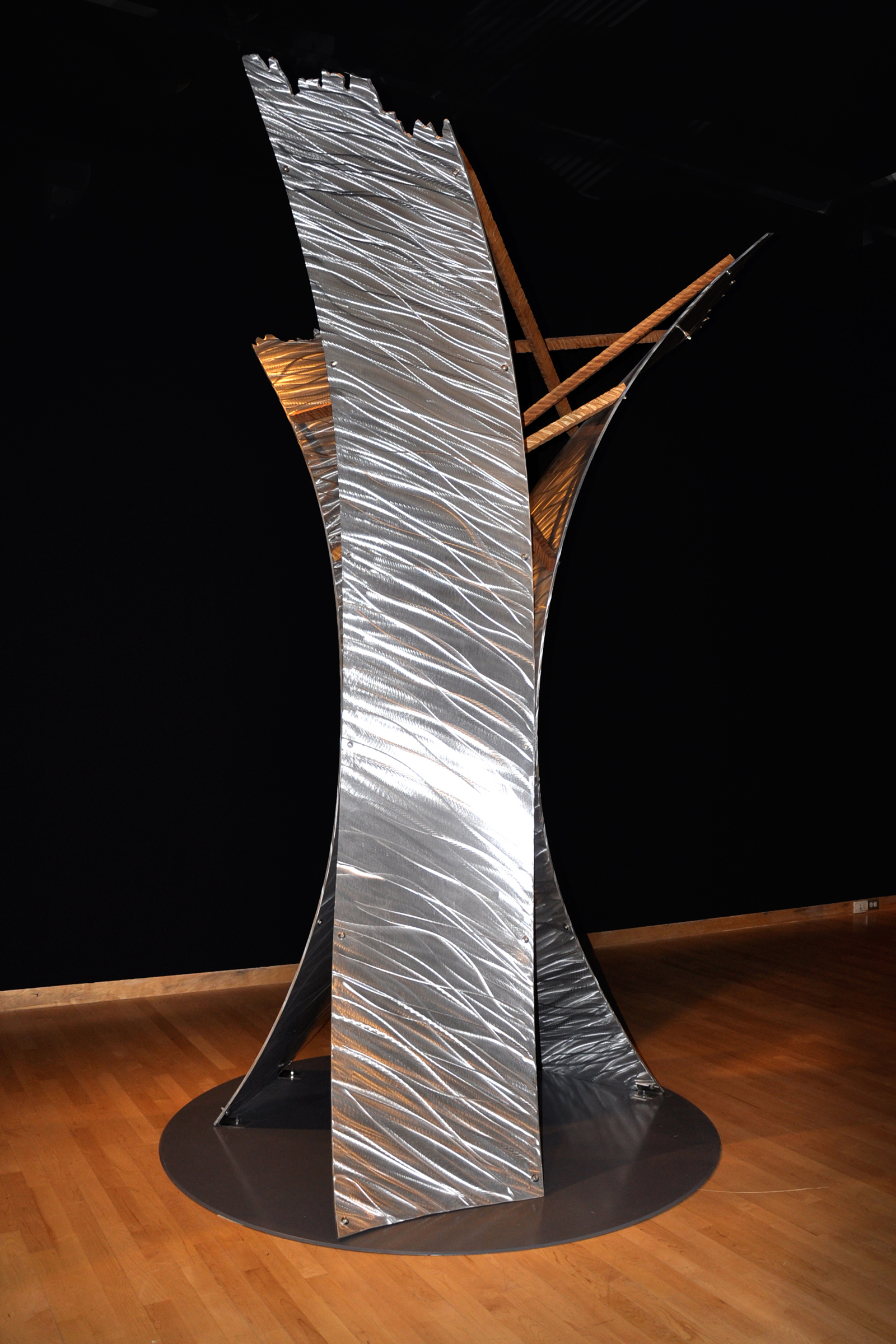
Œuvre de Daniel Dutil à l'Odyssée des Bâtisseurs, Alma

À l’aube des torrents de lumière surexposaient une aire de vie est une œuvre créée pour l’exposition permanente de la Maison des Bâtisseurs en 2004. Elle établit un rapport avec l’histoire régionale et l’importance de l’eau dans l’industrialisation et le développement du Saguenay—Lac-Saint-Jean,.
- À l’aube des torrents de lumière surexposaient une aire de vie, 2004-2012, sculpture intérieure, L'Odyssée des Bâtisseurs, Alma (Aluminium et chêne 3,3 x 3,3 x 2,1 m).
Localisation:48° 34′ 54″ N, 71° 37′ 55″ O, 1671 avenue du Pont N, Alma, QC G8B 5G2

### Réalisation dans le cadre de la Politique d'intégration des arts à l'architecture
Daniel Dutil a une carrière associée à l’art public. Sa première œuvre en lien avec la Politique d’intégration des arts à l’architecture est une sculpture installée à l’intérieur de l’École du Versant dans la municipalité de Larouche au Saguenay—Lac-Saint-Jean. Cette expérience l’amène à la création d’une quarantaine d’œuvres publiques s’étalant sur 45 ans de carrière. L'œuvre Le vent tourne sous le regard de Julien situé au carrefour giratoire d’Arvida, secteur Jonquière Ville Saguenay a une notoriété reconnue à la fois pour ses qualités esthétiques mais aussi par la volonté de l’artiste d’intégrer l’histoire des familles fondatrices de cette ancienne ville de compagnie. De la maquette à la sculpture, l’artiste s’attarde au message véhiculé afin d’atteindre le cœur des gens. Pour lui, l’œuvre publique présente l’avantage de la durée dans le temps s’opposant et complétant sa démarche artistique lors de l’exposition de ses installations en galerie,.
- Du cœur de la communauté au rayonnement citoyen, 2024, sculpture intérieure, Patro de Jonquière, secteur Jonquière Ville Saguenay (Aluminium peint 6 x 6 x 0,13 m - posthume)

- Déplacements en territoire communautaire, 2020, sculpture extérieure, Centre récréatif Desjardins - Service des loisirs, des sports et de la culture, Saint-Prosper, Beauce (Aluminium peint 15 x 6,1 m)
Localisation:46° 12′ 49″ N, 70° 28′ 44″ O, 2565 30e Rue, Saint-Prosper, QC G0M 1Y0

- Tracer son devenir à l’ombre des arbres, 2019, sculpture murale, Centre des loisirs de Saint-Germain-de-Grantham (Aluminium peint 15,8 x 2,3 x 0,08 m)
Localisation:45° 50′ 16″ N, 72° 34′ 14″ O, Saint-Germain-de-Grantham, QC J0C 1K0

- Observer la lumière du temps qui passe, sculpture murale, 2018, École Sainte-Bernadette, secteur Chicoutimi Ville Saguenay (Acier inox et aluminium peint 5 x 3 x 0,4 m)
Localisation:48° 24′ 55″ N, 71° 02′ 32″ O, 824 Rue Chabanel, Chicoutimi, QC G7H 3T7

- Réfléchir et apprendre en traversant un parcours coloré, 2018, sculpture intérieure et aménagement environnemental, École Saint-David, St-David-de-Falardeau (Aluminium peint 9 x 2 x 0,7 m)
Localisation:48° 37′ 19″ N, 71° 06′ 38″ O, 168 Bd Desgagné, Saint-David-de-Falardeau, QC G0V 1C0

- La turbulence du parcours sur la route de nos rêves, 2017, sculpture extérieure, Marina de Saint-Félicien, Saint Félicien (Aluminium et granit 4,7 x 4,7 x 0,6 m)
Localisation:48° 39′ 02″ N, 72° 26′ 35″ O,1058 Boulevard du Sacré-Coeur, Saint-Félicien, QC, G8K 1R1.

La turbulence du parcours sur la route de nos rêves
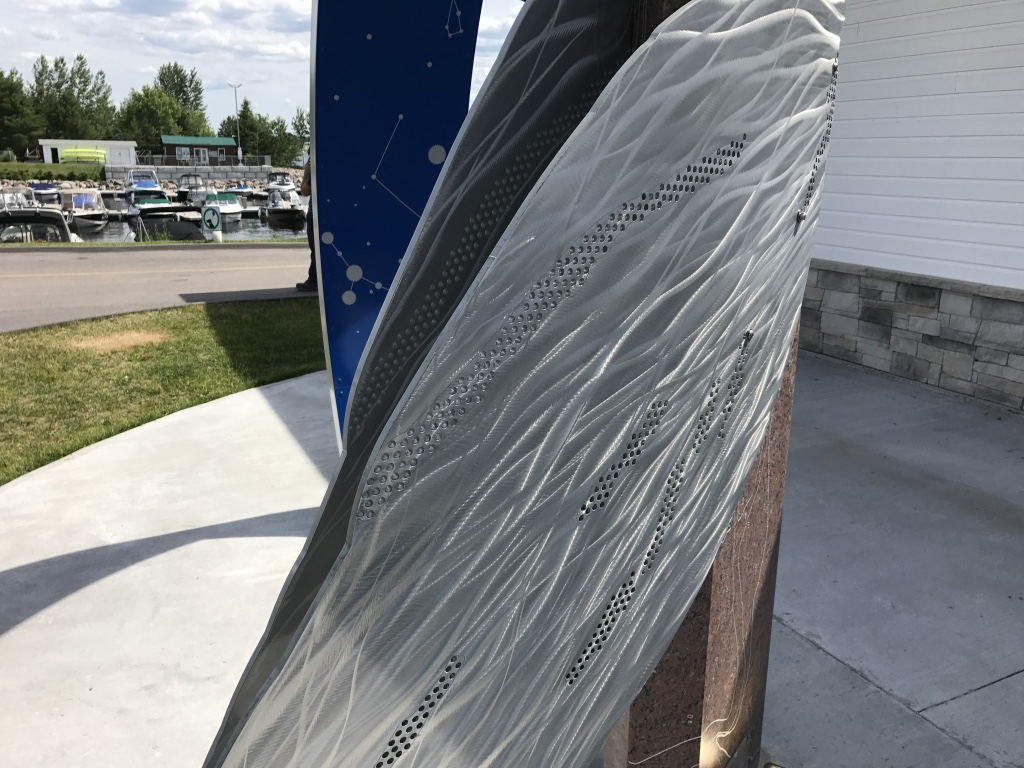
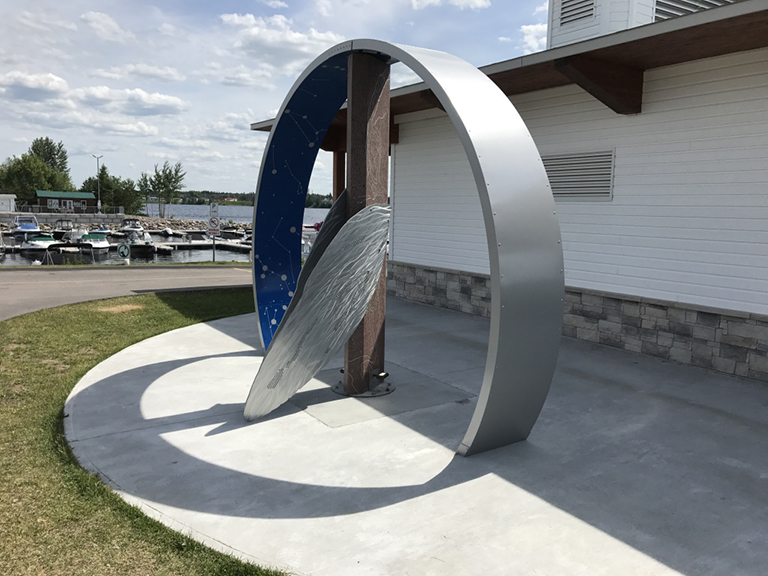
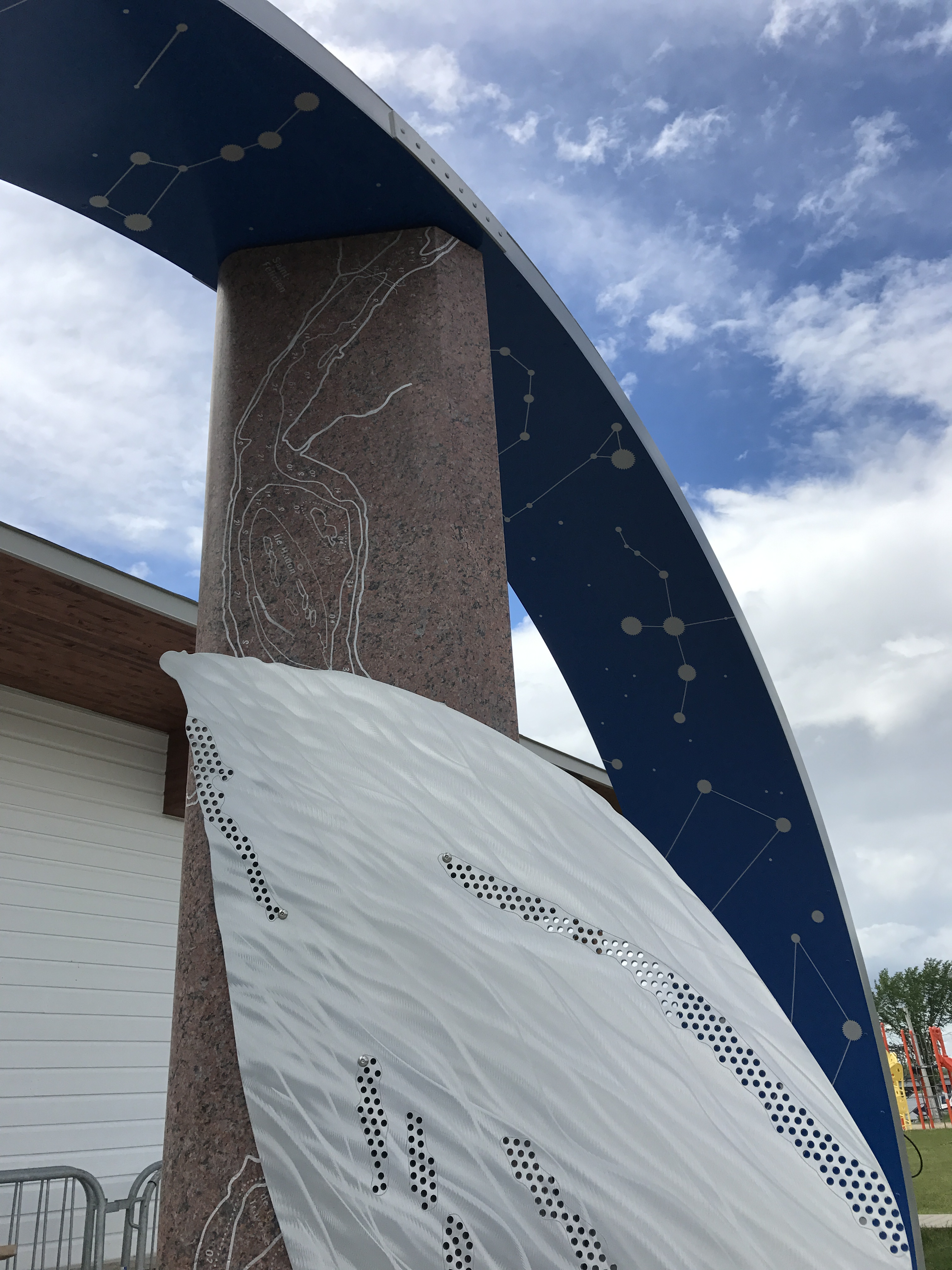

Daniel Dutil raconte dans une entrevue qu'il a été inspiré par l'histoire de la rivière Ashuapmushuan. Cette rivière est une véritable autoroute pour les autochtones et les premiers colons européens pour la traite des fourrures . Cette œuvre exprime la mouvance de l'eau dont le courant modifie les rives en déplaçant les bancs de sable. C'est pourquoi l'artiste a gravé le tracé de la rivière Ashuapmushuan sur un pilier de granit rose.
- La maison-fenêtre : perspectives poétiques sur le quotidien, 2016, sculpture murale, Centre d’hébergement Sainte-Marie, Phase 2 secteur Jonquière Saguenay (Aluminium et vitrail 6,2x 1,5 x 0,3 m)
Localisation:48° 24′ 52″ N, 71° 14′ 20″ O, 2195 Rue Perrier, Jonquière, QC G7X 4V3

- Orientation et déplacement en territoire d’apprentissage, 2016, sculpture murale, École secondaire Jean-Gauthier, Alma (Aluminium 10,6 x 4,3 x 0,4 m)
Localisation:48° 38′ 22″ N, 71° 41′ 50″ O, 444 Rue St Marie, Alma, QC G8E 2K9.
L’œuvre représente l’action et le dynamisme des jeunes. On y retrouve deux jeunes en mouvement, des couleurs vives qui rappellent ceux du gymnase et le bleu qui représente l’École secondaire Jean-Gauthier. La ligne jaune au centre représente le lien qui relie le territoire de l’école Jean-Gauthier d’un bout à l’autre[14].

- Les champs de l’action vers le devenir, 2015, sculpture murale, Centre des loisirs Michel Veillette, Trois-Rivières (Aluminium 9,6 x 4,1 x 0,4 m)
Localisation:46° 17′ 18″ N, 72° 40′ 27″ O, 10607 Chem. Sainte-Marguerite, Trois-Rivières, QC G9B 6N6

- Variation de lumière sur un pas de trois, 2014, sculpture verrière, École de danse Florence Fourcaudot, secteur Chicoutimi Ville Saguenay (Aluminium et vitrail, 3,6 x 1,5 x 1,2 m)
Localisation:48° 26′ 31″ N, 71° 03′ 33″ O, 2034 Bd de Tadoussac, Chicoutimi, QC G7G 1K7

- Le regard s’étire sur l’horizon alors que l’estran respire, 2014, sculpture extérieure, Quai de la Pointe-à-John, Les Bergeronnes (Aluminium et granit 4 x 5 x 8 m)
Localisation:48° 13′ 44″ N, 69° 33′ 12″ O, 498 Rue de la Mer, Grandes-Bergeronnes, QC G0T 1G0,

- Mouvance territoriale, sculpture extérieure,  2012, Poste SQ, Saint-Ambroise (Aluminium 10 x 8 x 0,5 m)
Localisation:48° 32′ 34″ N, 71° 18′ 21″ O,325 QC-172, Saint-Ambroise, QC G7P 2N5

- Le vent glisse sur le temps et roule vers la lumière, 2011-2012, sculpture extérieure et aménagement environnemental, Pavillon d’accueil du parc de la Rivière-du-Moulin secteur Chicoutimi Ville Saguenay (Aluminium et granite 15 x 6 x 1 m)
Localisation:48° 24′ 50″ N, 71° 02′ 07″ O, 1127 Rue Blanchard, Ville de Saguenay, QC G7H 3M3.
En 2012, s’inspirant de la nature et de l’histoire du lieu, il a installé une œuvre imposante devant le pavillon d’accueil du parc Rivière-du-Moulin. Elle présente entre autres des skis surdimensionnés appuyés sur le bâtiment sur lesquels on voit la silhouette de branches, de feuilles et de conifères semblables à ceux que l’on retrouve sur les lieux[12].

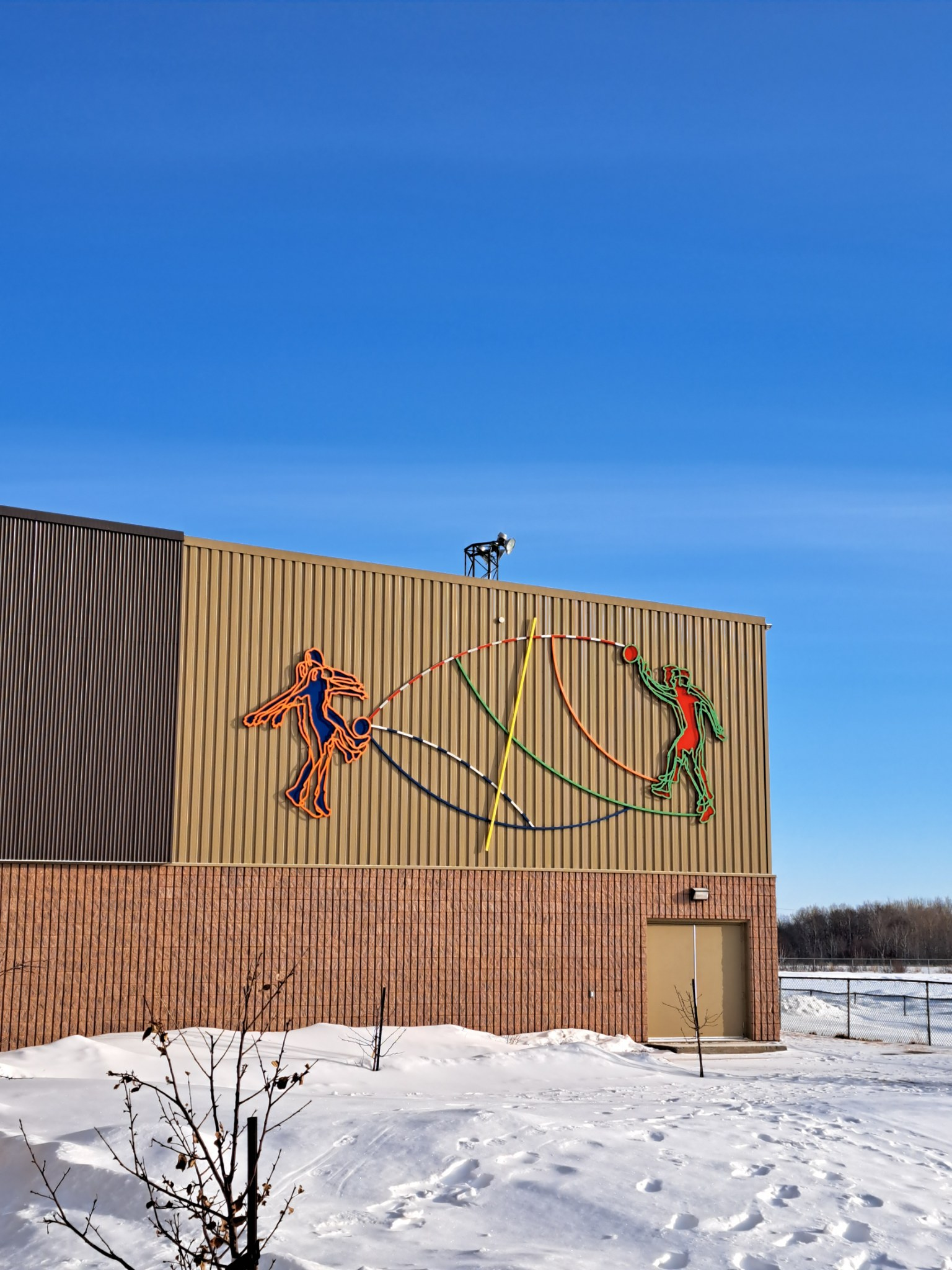
Territoire d’apprentissage.
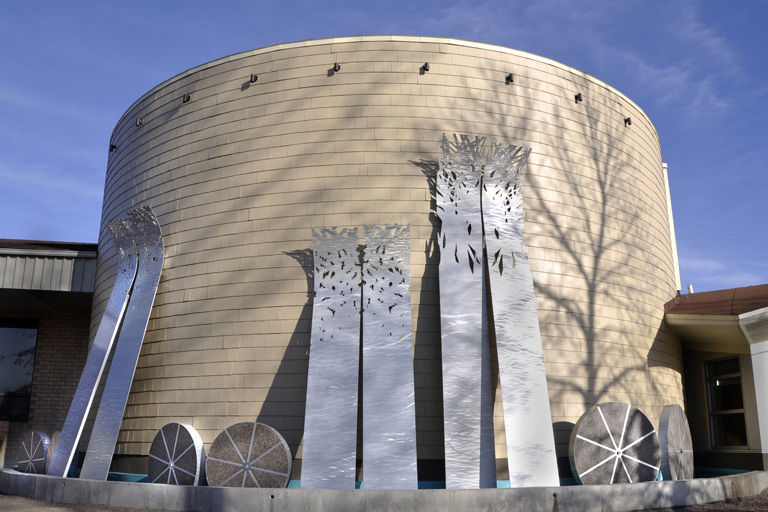
Le vent glisse sur le temps et roule vers la lumière.
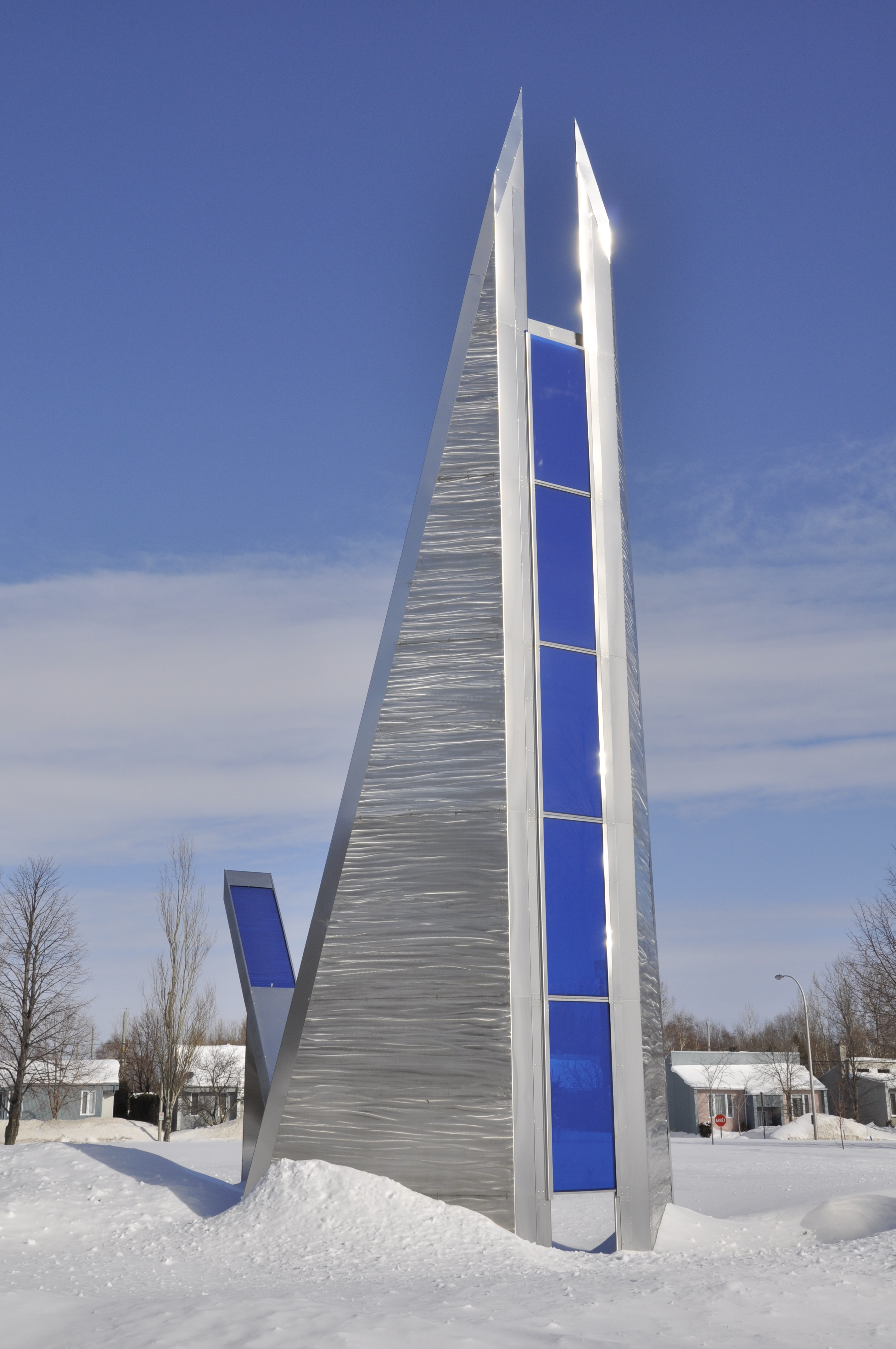
Déclinaison temporelle.

- Les couleurs du temps, 2011, sculpture intérieure et aménagement environnemental, Centre communautaire Drummondville-sud, Drummondville (Aluminium vitrail verre et plexiglas 11 x 10 x 5 m)
Localisation:45° 51′ 31″ N, 72° 28′ 06″ O, 1550 Rue St Aimé, Drummondville, QC J2B 2S8

- Cécile est partie cueillir le vent, sculpture intérieure et installation, 2011, CFP Dolbeau-Mistassini (Bois, aluminium et vitrail 6 x 6,5 x 2,5 m)
Localisation:48° 52′ 17″ N, 72° 13′ 54″ O, 460-446 Av. 2e, Dolbeau-Mistassini, QC G8L 1V2

- Les buts de Stan ; pour une histoire de vie, 2009, sculpture extérieure et aménagement environnemental, Stade de soccer Leclerc, Campus Notre-Dame-de-Foy, Saint Augustin-de-Desmaures (Aluminium 24 x 4,4 x 2,5 m)
Localisation:46° 44′ 15″ N, 71° 24′ 12″ O, 5080 Rue Marius Barbeau, Saint-Augustin-de-Desmaures, QC G3A 0C3

- Aire de formation, sculpture murale et aménagement environnemental, 2008-2009, Centre de formation professionnel, Vision 20 20 Victoriaville (Aluminium 14 x 5 x 6 m)
Localisation:46° 03′ 41″ N, 71° 56′ 34″ O, 595 Rue Notre Dame East, Victoriaville, QC G6P 4B2

- La fille de l’île projette une lumière nouvelle sur le moment, 2004, sculpture murale, Poste de la Sûreté du Québec, Roberval (Aluminium et plexiglas 6 x 5 x 1 m)
Localisation:48° 30′ 02″ N, 72° 13′ 28″ O, 235 Rue Tanguay, Roberval, QC G8H 3B3

- Les voies de Christine, sculpture murale, 2003, Carrefour Formation Mauricie de Shawinigan (Acier inox et aluminium, 6 x 4 x 1 m)
Localisation:46° 34′ 28″ N, 72° 44′ 02″ O, 5105 Av. Albert Tessier, Shawinigan, QC G9N 7A3

- Les mots de Sophie, sculpture murale, 2003, École Notre-Dame-du-Rosaire, Trois-Rivières (Acier inox, acier galvanisé, aluminium et plexiglas, 4,3 x 2,5 x 1 m)
Localisation:46° 18′ 31″ N, 72° 35′ 04″ O, 7660 Rue Notre Dame O, Trois-Rivières, QC G9B 1L9

- Aire hors-champ, sculpture barrière, 2000, Camp musical du Saguenay-Lac-Saint-Jean, à Métabetchouan (Acier inox, aluminium, cuivre et bois, 4 x 9 x 0,3 m)
Localisation:48° 26′ 19″ N, 71° 50′ 57″ O, 1589 QC-169, Métabetchouan-Lac-à-la-Croix, QC G8G 1A9

- Érosion matière, sculpture verrière, 1999, École Bon-Pasteur, Sainte-Monique (Aluminium, verre et vitrail, papier, 2 x 3 x 0,2 m)
Localisation:48° 44′ 31″ N, 71° 51′ 11″ O, 131 Rue de la Fabrique, Sainte-Monique, QC G0W 2T0

- 1999 : Flux et reflux de lumière sur une aire de l’estran, sculpture murale, Parc national du Fjord-du-Saguenay, Sacré-Cœur (Aluminium, cuivre et plexiglas 5 x 3 x 0,2 m)

- Aire et parallaxe, sculpture extérieure, 1998, Parc de la Rivière-aux-Sables de Saguenay (Acier galvanisé et aluminium, 6 x 3 x 0,6 m)
Localisation:48° 24′ 36″ N, 71° 15′ 34″ O, Parc de la Rivière-aux-Sables, secteur Jonquière Ville Saguenay

- Territoire transitoire, sculpture extérieure, 1998, Centre de formation professionnel de Saguenay (Acier inox, cuivre et aluminium, 6 x 4 x 3 m)
Localisation:48° 24′ 59″ N, 71° 13′ 31″ O, Centre de formation professionnel, secteur Jonquière Ville Saguenay

- Aire de trans-site industrielle et culturelle, 1997, installation sculpturale,  Musée de la Pulperie de Chicoutimi (Acier, plexiglas et lumière, 4 x 5 x 10 m)
Localisation::48° 25′ 19″ N, 71° 04′ 54″ O, 300 Rue Dubuc, secteur Chicoutimi Ville Saguenay  QC G7J 4M1

- De l’autre côté de Brenda, 1997, sculpture verrière, Bibliothèque de Saint-Félicien (Verre, vitrail, acier inox et aluminium 4,8 x 7,3 x 3,6 m)
Localisation:48° 39′ 10″ N, 72° 26′ 48″ O, 1209 Bd du Sacré Coeur, Saint-Félicien, QC G8K 2R2

- Paysage infini, sculpture murale, 1996, École Notre-Dame-du-Bon-Conseil, Longue-Rive (Aluminium et acier inox, 13,2 x 4,8 x 0,3 m)
Localisation:48° 32′ 21″ N, 69° 15′ 26″ O, 324, rue Principale, Longue-Rive (Qc) G0T 1Z0

- Aire de transit lumière/matière, sculpture et verrière, 1993, Centre national d'exposition Saguenay (Aluminium, vitrail, films et cuivre 7,3 x 3 x 0,2 m )
Localisation:48° 24′ 37″ N, 71° 16′ 08″ O, 4160 Rue du Vieux Pont, secteur Jonquière Ville Saguenay  QC G8A 1N2

- Aire de réalisation, sculpture murale, 1992, Pavillon Wilbrod-Dufour, Alma (Acier, plexiglas, zinc et acier inox, 8 x 3 x ,5 m)
Localisation:48° 32′ 19″ N, 71° 39′ 12″ O, 850 Av. Bégin, Alma, QC G8B 2X6

- Aire de projection, sculpture murale, 1992, École Saint-Laurent (Édifice St-Germain), Saguenay (Cuivre, plexiglas, et acier inox, 4,3 x 3 x ,6 m)
Localisation:48° 24′ 55″ N, 71° 14′ 52″ O, 3829 Rue St Germain, secteur Jonquière Ville Saguenay , QC G7X 2W1

- L'envol d'Adrien, 1990, verrière et animation environnementale, École l’Envol de Saint-Nicolas, Québec (Vitrail, aluminium et plexiglas, 10 x 10 x 60 m)
Localisation:46° 43′ 31″ N, 71° 17′ 50″ O, 1101 Rte des Rivières, Saint-Nicolas, QC G7A 5G2

- Deux fois passera, sculpture murale, 1989, École des Jolis-Prés, Saguenay (Acier inox, zinc et plexiglas, 4,5 x 3 x ,3 m)
Localisation:48° 18′ 35″ N, 71° 06′ 49″ O, 1014 Rue de la Moisson, secteur Laterrière Ville Saguenay, QC G7N 1G2

- Le passage de Georges, 1988, sculpture et animation environnementale, Hôpital de Dolbeau (Acier inox, zinc et néon 3 x ,9 x ,9 m et 3,6 x 1,2 x 0,6 m)
Localisation:48° 53′ 07″ N, 72° 14′ 18″ O, 130 11e Av, Dolbeau-Mistassini, QC G8L 2R5

- Déclinaison temporelle, 1987, sculpture extérieure, CFP, Pavillon Auger (en 1987 Hydro Québec), Alma (Plexiglas et acier inox, 9,1 x 3 x 1,8 m)
Localisation:48° 32′ 50″ N, 71° 40′ 21″ O, 1550 Bd Auger O, Alma, QC G8C 1H8

- Passe-âge, 1985, sculpture intérieure, École du Versant, Larouche (Plexiglas et zinc, 6 x 2,4 x 0,6 m)
Localisation:48° 27′ 05″ N, 71° 31′ 35″ O, 777 Rue Gauthier, Larouche, QC G0W 1Z0

## Expositions collectives
- 1980 : Exposition des sculpteurs du Saguenay-Lac-Saint-Jean, Centre national d'exposition de Jonquière, dans le cadre du Symposium internationale de sculpture environnementale de Chicoutimi.
Pour ce projet, Daniel Dutil intervient sur un site extérieur en délimitant un espace naturel. À l'aide d'un dispositif photographique, il capte l'évolution de différents moments. Il utilise la photographie comme moyen d’intervention parce qu’elle permet de révéler le passé au présent. Par la suite, il intervient dans la salle d'exposition du Centre national d'exposition en délimitant un site de façon identique au premier site. Dans ce deuxième espace, les photographies deviennent des témoins du passé et confrontent deux espaces identiques en surface et en forme, l’espace extérieur qui est un milieu naturel en évolution et l’espace intérieur qui est un milieu artificiel, figé et créé par l’homme[15] ;
- 1981 : Un gallon de xérographies, Galerie Langage Plus, Alma, Musée du Saguenay, Chicoutimi, Galerie de l'Arche, Jonquière, Le Centre du XXe siècle de Nice, Lyon et Bordeaux, France ;
- 1981 : Exposition des jeunes créateurs du Saguenay-Lac-Saint-Jean Galerie, Articule Montréal ;
- 1981 : Événement Art et Société, Galerie du Musée, Anse-aux-barques Québec ;
- 1982 : Arts en boîte, Galerie municipale Édouard Monet Gennevilliers France ;
- 1982 : Lasart, Galerie Langage Plus, Alma ;
- 1984 : Parc ouvert, Motivation V Montréal ;
- 1985 : Acfart, Musée du Saguenay-Lac-Saint-Jean, Chicoutimi ;
- 1986 : ARTchitecturART Centre national d'exposition, Jonquière ;
- 1986 : Cent ans de sculpture au Saguenay—Lac-St-Jean, Musée du Saguenay-Lac-Saint-Jean, Chicoutimi ;
- 1987 : Prix sculpture Alcan 1987, Centre national d'exposition, Jonquière ;
- 1987 : Québec en région, Regroupement des centres d'artistes Autogérés du Québec, Dazibao, Montréal ;
- 1988 : 150ième anniversaire du Saguenay—Lac-St-Jean, Musée du Saguenay-Lac-Saint-Jean, Chicoutimi ;
- 1988 : Regard sur la photographie actuelle au Québec, Galerie Espace Virtuel, Galerie Séquence, Chicoutimi ;
- 1989 : Production récente de l'Atelier d'estampe Sagamie, Galerie l'Œuvre de l'Autre, Chicoutimi, Windsor printmakers forum, Ontario ;
- 1989-90 : Passages, Musée du Saguenay—Lac-St.-Jean, Chicoutimi, Galerie Colline Centre universitaire Edmundston ;
- 1991-92 : Déjà 10 ans, Atelier d’estampe Sagamie, Maison de la culture Côte-des-Neiges , Montréal, Galerie Espace Virtuel, Chicoutimi, Musée Louis-Hémon, Péribonka, Biennale du dessin de l’estampe et du papier, Alma ;
- 1993 : LP65, Galerie Langage Plus, Alma ;
- 1995 : Exposition de l’ACFAS, Centre national d'exposition, Jonquière ;
- 1998 : Cheval de 3 générations, Espace Virtuel, Chicoutimi ;
- 2004 : Convergence, Loto-Québec, Centre national d'exposition, Jonquière ;
- 2005 : La volée de dérive de l’autre Skagahmen, Événement Trafic Art, Manœuvre artistique, Anse Saint-Étienne, Saguenay, Galerie Séquence, Chicoutimi ;
- 2012 : 25 ans d’art au Saguenay, Espace Virtuel, Chicoutimi; 2010 50 artistes pour 50ans. Le paradoxe du rapprochement, Centre national d'exposition, Jonquière.

## Subventions de recherche
- 1983 : aide à la création, volet régional, ministère des Affaires culturelles du Québec
- 1987 : soutien aux artistes professionnels, ministère des Affaires culturelles du Québec
- 1990 : bourse B, photographie, Conseil des arts du Canada
- 1992 : soutien aux artistes professionnels bourse B, ministère des Affaires culturelles du Québec
- 1995 : bourse de soutien à la pratique artistique, Conseil des arts et des lettres du Québec
- 1996 : bourse de courte durée, photographie, Conseil des arts du Canada

## Collections
- Collection Loto-Québec
- Collection Fédération des Cégeps
- Collection Gaston d’Auteuil de la Fondation Asselin
- Collection Ville de Saguenay
- Collection Ville de Trois-Rivières
- Collection Les Bergeronne  Parc du Saguenay
- Collection de l’Institut des arts au Saguenay
- Bibliothèque centrale de prêt à Alma
- Collection permanente du Cégep de Chicoutimi

## Distinction
- 2024 : Ordre du Bleuet pour les arts et la culture au Saguenay–Lac-Saint-Jean[16]